# Gran mata de hierba
La Gran mata de hierba (en alemán: Das große Rasenstück) es una obra de Alberto Durero  pintada en acuarela y gouache sobre papel con unas medidas de 40,3 x 31,1 cm. Fue creada en el taller de Durero de Núremberg en 1503 y actualmente se conserva en el museo Albertina de Viena. La obra es un estudio de un grupo cualquiera de plantas silvestres incluyendo diente de león y plantago. El trabajo está considerado una de las obras maestras de Durero entre sus estudios realistas de la naturaleza.

## Antecedentes
En 1495 Durero regresó de su Wanderjahre (años de aprendizaje itinerante) en Italia para asentarse en Núremberg donde abrió un taller. Durero estuvo solo todo el tiempo durante 24 años, pero su taller pronto logró una gran reputación debido a la alta calidad de sus trabajos. En 1500 produjo en ese taller el que quizás sea el más famoso de sus trabajos, el autorretrato en el que se representa a semejanza de la figura de Cristo. Al mismo tiempo, también creó trabajos de menor entidad que estaban más centrados en el estudio de la naturaleza, tales como la Gran mata de hierba, pintado en 1503 y Liebre joven pintado el año antes.

## Descripción
La obra muestra una mata de hierba grande y otras más pequeñas. Las diversas plantas son perfectamente reconocibles y pueden ser identificadas como dactylis, agrostis, grama de prado, margarita común, diente de león, veronicas, plantago, lengua de perro y milenrama.
La acuarela posee una gran nivel de realismo y algunas de las raíces han sido ligeramente destapadas para poder ser mostradas al espectador. La representación de raíces también pueden ser encontradas en otros trabajos de Durero como en el Caballero, la Muerte y el Diablo de 1513. La vegetación parece terminar en el lado derecho de la lámina mientras que por el izquierdo aparenta seguir indefinidamente. El fondo a la izquierda lo deja en blanco y a la derecha se puede ver incluso una clara línea donde termina la vegetación.

## Estilo
Durero basaba gran parte de su trabajo en la observación de la naturaleza y a menudo usaba sus estudios como fuente documental para sus pinturas y grabados. La Gran mata de hierba, junto a Liebre joven (Durero) son las grandes obras maestras en este apartado del trabajo de Durero.
La composición muestra poco orden y disposición. Las raíces, los tallos y las flores parecen estar en oposición las unas con las otras. El aparente caos, combinado con el preciso detalle de cada planta, confiere a la obra un gran realismo. Aunque la composición de la vegetación es discontinua y aparentemente desorganizada, el fondo blanco proporciona un contraste al caos e impone un cierto sentido del orden.
A pesar de que este trabajo ha sido altamente valorado por posteriores historiadores de arte, Gran mata de hierba no fue para Durero lo que se dice una obra en sí misma, sino una simple herramienta que usaba para transmitir con más eficacia los sagrados mensajes de sus grandes trabajos. La obra fue originariamente un estudio que le ayudaría en el desarrollo de su arte como por ejemplo en el muy detallado grabado de Adan y Eva de 1504.